# Liste der Biografien/Noh
Liste der Biografien |
Portal Biografien |
Personensuche
# |
A |
B |
C |
D |
E |
F |
G |
H |
I |
J |
K |
L |
M |
N |
O |
P |
Q |
R |
S |
T |
U |
V |
W |
X |
Y |
Z |
?
 
Na |
Nb |
Nc |
Nd |
Ne |
Nf |
Ng |
Nh |
Ni |
Nj |
Nk |
Nl |
Nm |
Nn |
No |
Nr |
Ns |
Nt |
Nu |
Nv |
Nw |
Nx |
Ny |
Nz
 
Noa |
Nob |
Noc |
Nod |
Noe |
Nof |
Nog |
Noh |
Noi |
Noj |
Nok |
Nol |
Nom |
Non |
Noo |
Nop |
Nor |
Nos |
Not |
Nou |
Nov |
Now |
Nox |
Noy |
Noz
Die Liste der Biografien führt alle Personen auf, die in der deutschsprachigen Wikipedia einen Artikel haben. Dieses ist eine Teilliste mit 52 Einträgen von Personen, deren Namen mit den Buchstaben „Noh“ beginnt.

## Noh
- Noh, Ah-reum (* 1991), südkoreanische Shorttrackerin
- Noh, Do-hee (* 1995), südkoreanische Shorttrackerin
- Noh, Jin-kyu (1992–2016), südkoreanischer Shorttracker
- Noh, Jung-yoon (* 1971), südkoreanischer Fußballspieler
- Noh, Lola (* 1972), US-amerikanische Schauspielerin und Filmproduzentin
- Noh, Seon-yeong (* 1989), südkoreanische Eisschnellläuferin
- Noh, Soo-jin (* 1962), südkoreanischer Fußballspieler

### Noha
- Noha Akugue, Noma (* 2003), deutsche TennisspielerinNoma Noha Akugue (* 2003)

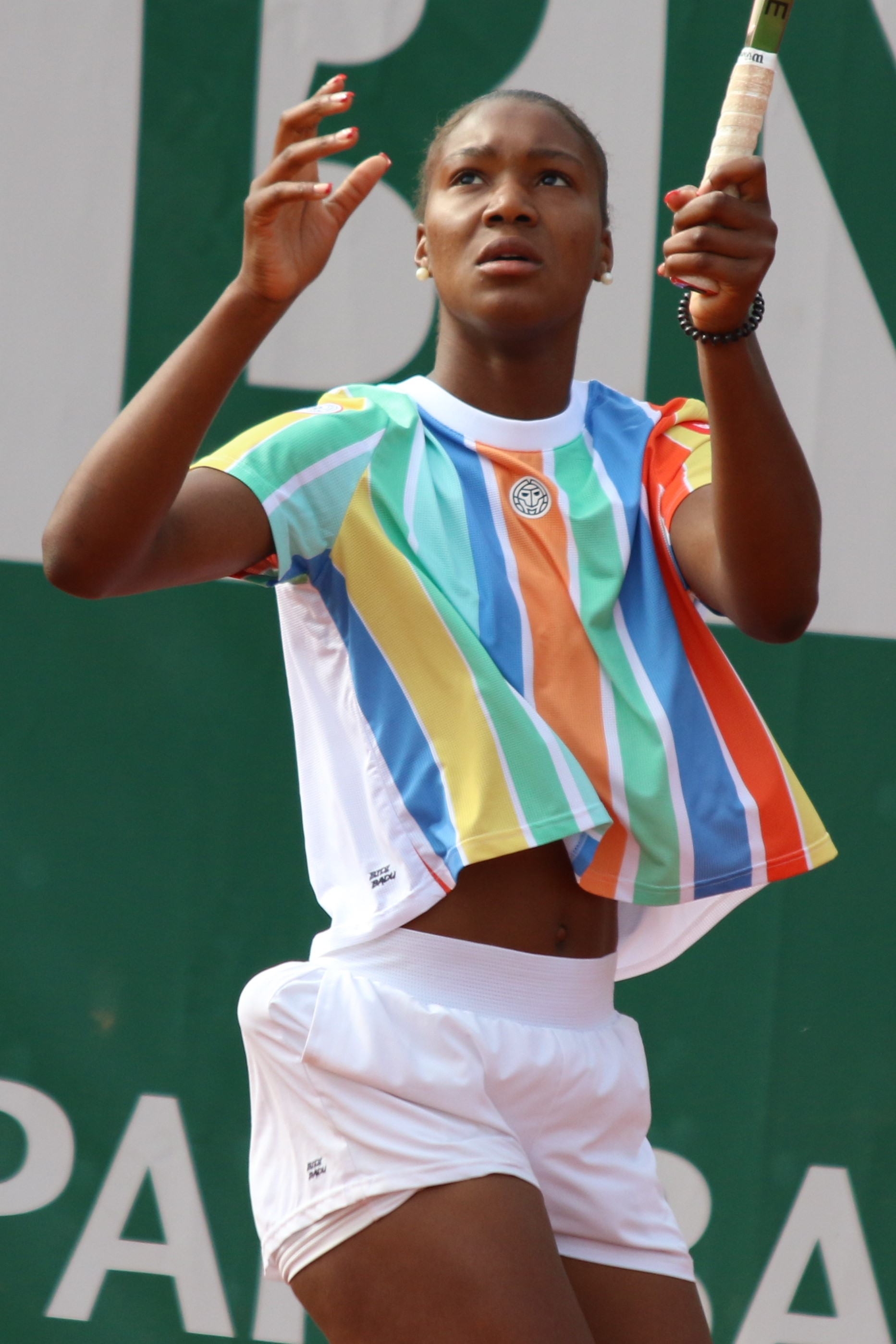
Noma Noha Akugue (* 2003)

- Noha, Miloš (1901–2000), tschechischer Sprachwissenschaftler und Slawist
- Nohalez Caballero, Marina (* 1974), spanische Fußballspielerin
- Nohara, Friedrich Seizaburo (1905–1967), Schweizer Arzt und Publizist
- Nohara, Komakichi (1899–1950), japanisch-deutscher Schriftsteller
- Nohara, Yuki (* 1997), japanischer Fußballspieler
- Nohavica, Jaromír (* 1953), tschechischer Liedermacher

### Nohb
- Nöhbauer, Hans F. (1929–2014), deutscher Journalist, Autor und Lektor

### Nohc
- Nohcor, Alfred (* 1885), kanadischer Sänger (Tenor), Schauspieler und Komponist

### Nohd
- Nöhden, Georg Heinrich (1770–1826), deutsch-britischer Erzieher und Philologe

### Nohe
- Nohe, Eduard (1911–1984), deutscher Agrarwissenschaftler
- Nohe, Friedrich Wilhelm (1864–1940), deutscher Fußballfunktionär und Vorsitzender des Deutschen Fußball-Bundes (1904–1905)
- Nohe, Norbert (1938–2017), deutscher Dirigent, Musikpädagoge und Komponist
- Nohel, Gustav (1896–1962), deutscher SA-Führer
- Nohel, Vinzenz (1902–1947), österreichischer Nationalsozialist und NS-TäterVinzenz Nohel (1902–1947)

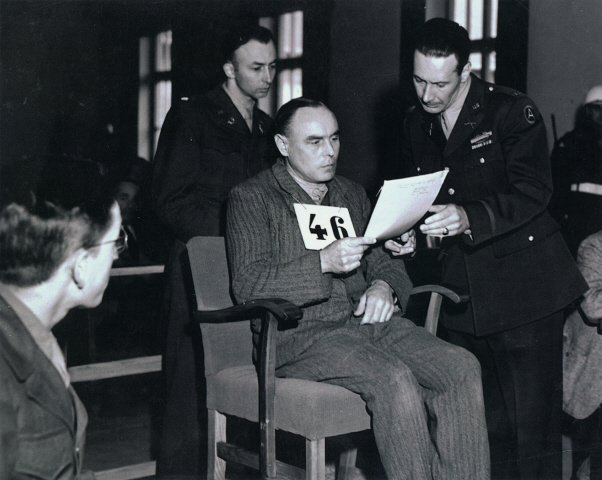
Vinzenz Nohel (1902–1947)

### Nohi
- Nohilly, Tommy (* 1968), US-amerikanischer Schauspieler und Dramatiker

### Nohk
- Nohka, Jens (* 1976), deutscher Bobfahrer

### Nohl
- Nohl, Andreas (* 1954), deutscher Schriftsteller
- Nohl, Arnd-Michael (* 1968), deutscher Erziehungswissenschaftler und Hochschullehrer
- Nohl, Hella (1939–2023), deutsche bildende Künstlerin
- Nohl, Herman (1879–1960), deutscher Pädagoge und Philosoph
- Nohl, Johannes (1882–1963), deutscher Schriftsteller und Anarchist
- Nohl, Karsten (* 1981), deutscher Kryptospezialist
- Nohl, Katharina (* 1973), deutsche Komponistin und Pianistin
- Nohl, Ludwig (1806–1868), deutsch-amerikanischer Arzt und Politiker
- Nohl, Ludwig (1831–1885), deutscher Musikwissenschaftler
- Nohl, Mary (1914–2001), amerikanische Künstlerin
- Nohl, Maximilian (1830–1863), deutscher Architekt
- Nöhle, Ulrich (* 1953), deutscher Lebensmittelchemiker und Honorarprofessor
- Nohlen, Dieter (* 1939), deutscher Politikwissenschaftler
- Nohlen, Klaus (* 1945), deutscher Bauforscher

### Nohr
- Nohr, Holger (* 1961), deutscher Bibliothekar
- Nohr, Karin (* 1950), deutsche Schriftstellerin
- Nohr, Karl (1905–1973), deutscher Politiker (SED), Gewerkschafter und Diplomat, Botschafter der DDR
- Nöhr, Louisa (* 1994), deutsche Fußballspielerin
- Nøhr, Niclas (* 1991), dänischer Badmintonspieler
- Nohr, Rolf F. (* 1968), deutscher Medienwissenschaftler
- Nohra, Maria (* 1991), schwedische Schauspielerin
- Nöhre, Monika (* 1950), deutsche Juristin, Präsidentin des Kammergerichts
- Nöhren, Henning (* 1985), deutscher Schauspieler, Sprecher und Sänger
- Nöhren, Wolf (* 1944), deutscher Architekt und Designer
- Nöhring, Fritz-Jürgen, deutscher Mediziner und Fachbuchautor
- Nöhring, Herbert Conrad (1900–1986), deutscher Diplomat
- Nöhring, Johannes (1834–1913), deutscher Architektur- und Kunstfotograf

### Nohy
- Nohynek, Hanna (* 1958), finnische Medizinerin